# Bernat Joan i Marí

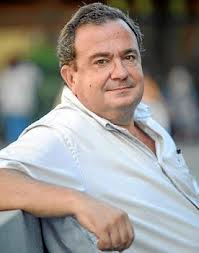
Bernat Joan i Marí

Bernat Joan i Marí (* 22. Februar 1960 in Sant Jordi, Ibiza) ist ein spanischer Hochschullehrer, Schriftsteller und Politiker (ERC) und war 2004 bis 2007 Mitglied des Europäischen Parlaments (Fraktion Grüne/EFA).
Joan i Marí promovierte in katalanischer Philosophie und ist Professor für katalanische Sprache und Literatur. Er veröffentlichte sowohl Erzählungen und Romane sowie dramatische Texte als auch zahlreiche soziolinguistische Essays, vor allem zum Thema Sprache und Nation. Daneben verfolgte er eine politische Karriere in der katalanisch-linksnationalistischen Partei Esquerra Republicana de Catalunya (ERC). 1993–1996 war er deren Vizepräsident, später Vorsitzender des Regionalverbands der Partei auf den Balearen.
Bei der Europawahl 2004 war Bernat Joan Spitzenkandidat des ERC-geführten Parteibündnisses Europa de los Pueblos (Europa der Völker). Er zog ins Europäische Parlament ein, wo er sich der Fraktion der Grünen/EFA anschloss, da die ERC der Europäischen Freien Allianz, einem europaweiten Bündnis von Regionalparteien, angehört. Er gehörte dem Ausschuss für Kultur und Bildung an und war stellvertretendes Mitglied im Ausschuss für Entwicklung.
Im Dezember 2006 war Joan an der fiktiven Reportage Bye Bye Belgium beteiligt, das im belgischen Fernsehen eine angebliche Sezession des flämischen Landesteils ankündigte. Joan gratulierte darin den Flamen zu ihrer angeblichen Unabhängigkeit.
Im Juni 2007 schied Joan aus dem Europäischen Parlament aus und überließ seinen Sitz Mikel Irujo von der baskisch-linksregionalistischen Partei Eusko Alkartasuna (EA), der den zweiten Platz auf der Liste Europa de los Pueblos eingenommen hatte.